# Riscodopa
Riscodopa is een mosdiertjesgeslacht uit de familie van de Petraliidae en de orde Cheilostomatida. De wetenschappelijke naam ervan is in 1869 voor het eerst geldig gepubliceerd door Dennis P. Gordon.

## Soorten
- Riscodopa cotyla (Cook & Chimonides, 1981)
- Riscodopa hyalina Cook & Bock, 2002
- Riscodopa parva Gordon, 1989
- Riscodopa paucipora Cook & Bock, 2002  †